# 美玲
美玲（めいりん、1995年11月25日 - ）は、日本のAV女優。ディノ所属。

## 略歴
2017年3月、本中の専属女優としてAVデビュー。

## 人物
中国福建省出身。日本と中国（上海）のハーフで、日本語も中国語も堪能。
初体験は高校3年の18歳の時で、23歳の会社員の彼とクリスマスの夜に彼の家で。
AV女優となったきっかけは興味本位から。

## 出演作品

### アダルトDVD
2017年
- 新人*専属! ニーハオ、上海ハーフ 巨乳美少女AVデビュー（3月7日、本中）
- 高級チャイナエステ店なのに中出しできちゃう巨乳留学生（4月13日、本中）
- 留学生の初体験! 日本人の生チ○ポと異文化交流 中出し乱交記録ビデオ（5月13日、本中）
- 最高の愛人と、最高の中出し性交。 15（5月26日、プレステージ）※「みれい」名義
- AVアイドルどすけべ研究所 file.02（5月27日、HMJM）
- 返信ありがとうございますでは今週の金曜日、時間は12時〜13時30分、場所は池袋でお願いします 平日昼限定! 昼休みに男とセックスする為だけに職場や自宅を抜け出す出会い系アプリで出会った浮気妻（6月13日、ナンパJAPAN）※「なお」名義　他出演:まどか、あや
- ドM現役キックボクサー（6月13日、えむっ娘ラボ）※「永田和美」名義
- 羞恥 生徒同士が男女とも全裸献体になって実技指導を行う質の高い授業を実践する看護学校実習 2017（6月15日、サディスティックヴィレッジ）共演:星咲伶美、澄川鮎
- 知らぬ男にムリヤリ媚薬を飲まされ、物干し竿固定イキ寸止めプレイで焦らされた発情美人妻（6月16日、DOC）※「みれい」名義　他出演:ゆめ、ののか
- おカネの為でいいじゃない（o≧▽ﾟ）o 友達だけど素股して下さい!! 4（6月16日、DOC）他出演:七海ゆあ、西園さくや、松下美織、小林美央、広瀬しおり、北川りこ
- マジックミラーの向こうには上司たち! ライバル企業の美人女性社員2人が企業のプライドと賞金を懸けてローション相撲対決! 勝てば賞金!負ければヌルヌルローション生中出しSEX!（7月7日、SODクリエイト）※「加藤」名義　共演:山崎　他出演:松井、佐々木
- 生中懇願 赤ちゃん出来てもいいから膣中に出して（7月20日、グローリークエスト）
- 予備校に通う地味でマジメな女子校生をレ○プしながら全身を媚薬漬けにしたら、こっちが引くほど痙攣・潮&泡吹き・失神しまくった! 5（7月20日、サディスティックヴィレッジ）※「みれい」名義　他出演:れみ、あゆ
- SNSで話題の裸体を自撮り投稿してカラダを売りにしている中国人留学生をネットナンパして口説いたら想像以上にスケベで底なし性欲のドMっ娘だった（8月4日、h.m.p）
- 顔出し!働く美女限定 ザ・マジックミラー in池袋 街頭調査! 職場の同僚同士が2人っきりで初めての混浴温泉 過激なミッションで徐々に近づく心とアソコ! じわじわ湧き出る性欲で社会人男女は理性という垣根を超えてしまうのか!?（8月7日、ディープス）※「さよ」名義　他出演:ともよ、やすよ、さき、ゆう、みずき
- イケメン間男と愛妻の盗撮ハメ撮りコレクション Vol.1（8月13日、ナンパJAPAN）※「さやか」名義　他出演:ようこ、れい、みき
- ほろ酔いママがJK制服に生着替え! 学生時代のエッチな思い出聞かせてください!（8月18日、DOC）※「みすず」名義　共演:ゆき　他出演:ちはる、あや、あやか、みほ、あすか、めい、さなえ、ちか
- ヤレる人妻回春マッサージ　16 〜中出し交渉盗撮〜（9月1日、変態紳士倶楽部）他出演:AIKA、優希絵理奈、堀越なぎさ、藤川れいな
- 完全盗撮 同じアパートに住む美人妻2人と仲良くなって部屋に連れ込んでめちゃくちゃセックスした件。 其の13（9月1日、変態紳士倶楽部）他出演:白川麻衣
- 人妻寸止めガチイキ絶頂ドキュメント FILE08 下手なミニスカよりもパツパツデニムの方が体の線が丸分かりで余裕エロいと思ひます。（9月7日、F&A）
- ビジネスホテルで出会った人妻整体師 欲求不満な人妻は他人棒にハマる!?（9月21日、F&A）※「佐々木」名義　他出演:竹内、加藤
- 中出し人妻不倫旅行（9月25日、ビッグモーカル）
- すーぱーさせ子 めいりん 私、コンドームは着けない派! 天然Fカップ巨乳! おじさん好き現役有名コスプレイヤーの妊娠中出し生パコ催眠オフwww（9月25日、ビッグモーカル）※「めいりん」名義
- びしょ濡れ! 突然の雨でスケスケになった巨乳美女を襲って中出しセックス（10月5日、アイエナジー）他出演:蓮実クレア、悠木美雪 ほか
- デリヘル呼んだら数年前に寿退社したハズの職場のマドンナとまさかの再会! 『お嫁さんにしたい女子社員No.1』と呼ばれ、イケメンエリートと結婚したはずの彼女にいったい何が?（10月13日、SCOOP）他出演:蓮実クレア、川村まや、相澤ゆりな
- 会社の同僚の無防備な生肌に思わずチ○ポが反応! のぞき込んだら思わぬ巨乳で勃起の第二波が…拒否られたら気まずいと思いつつ勃起を見せつけて迫ったら拒まないので微妙な距離感と背徳感でヤバいほど興奮したまま生ハメ!（10月13日、SCOOP）他出演:相澤ゆりな ほか
- いいなり巨乳義母 5（10月25日、セレブの友）
- 禁欲10日目の媚薬 14（11月25日、セレブの友）
- SUPERパックリまんこアップ 4時間SP Vol.4（12月22日、サルトル映像出版）他出演:野々宮みさと、泉なつみ、あまねめぐり、中村日咲、RISA、黒瀬萌衣、日高結愛、月宮こはる、北川エリカ、横山夏希、羽生ありさ

2018年
- 射精が止まらない! 超気持ちイイ美少女手コキ! 3（1月19日、ふぇち党）他出演:橋下まこ、紗々原ゆり、RISA、速美もな、一ノ瀬夏摘、諸星エミリー、夏樹まりな、大石香織、柑南るか
- マジックミラー号 ずっとヤリたいと思っていた優しくて巨乳な兄ちゃんの嫁さん! 禁断の兄嫁NTR大作戦 子供ができないと悩んでいた兄嫁につけこみ横取り中出しで妊娠させて穴兄弟!!（5月10日、ROCKET）※「齋藤ひかり」名義　他出演:高杉りょうこ、吉田れいか
- 姪っ子成長日誌 親戚のオジさんと日焼けあとが生々しい巨乳少女（5月12日、FIRST STAR）※「凛」名義
- 台湾巨乳地下アイドルが日本に憧れて電撃来日デビュー 玉紅ちゃん(中国語ペラペラ)（5月19日、キチックス）※「玉紅」名義
- 温泉旅館にて、寝てる旦那のすぐ横でスゴテクの悶絶オイルマッサージ。声が出せない状況でガマンできずに中出しセックスする寝取られ巨乳妻! 02（5月25日、ビッグモーカル）他出演:吉川あいみ、霧島さくら
- 韓国・中国・台湾/東アジア少女たちと異文化交姦日記 極東極秘撮影 4名出演（9月1日、キチックス）他出演:真白ここ、豊中アリス、ウー・ウォンリン

### イメージDVD
- Meirin エキゾチックチャイニーズ（2017年7月20日、REbecca）